# Johannes Leppich
Johannes Leppich SJ (* 16. April 1915 in Ratibor, Oberschlesien; † 7. Dezember 1992 in Münster) war ein deutscher römisch-katholischer Priester und gehörte dem Jesuitenorden an. Er wurde besonders in den 1950er und 1960er Jahren als Straßenprediger bekannt.

## Leben

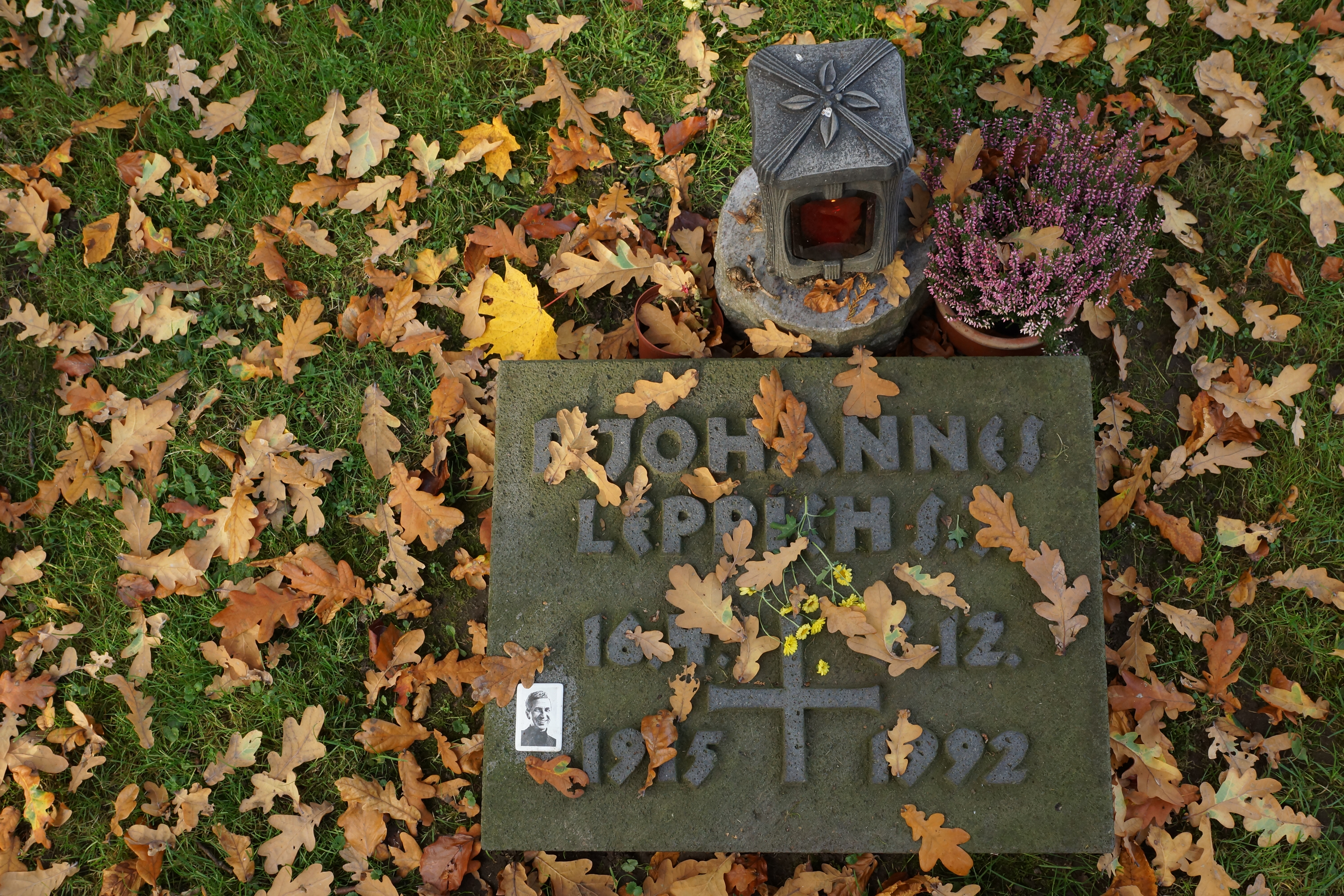
Grab von Pater Leppich im Park Sentmaring im Geistviertel von Münster

Johannes Leppich war der Sohn eines Zuchthausaufsehers. Er besuchte die Oberrealschule seiner Heimatstadt. Als Zwanzigjähriger trat er in die Gesellschaft Jesu ein und studierte nach dem Noviziat Philosophie und katholische Theologie an der Universität Breslau. Danach studierte er im Berchmanns-Kolleg der Jesuiten in Pullach bei München und wurde 1939 zur Wehrmacht eingezogen. Dort begegnete er dem späteren Lektor und Verlagsleiter Fritz Arnold, einem Protestanten, dem er die katholische Lehre faszinierend zu erläutern wusste:

„Die Ruhe, mit der er das Rekrutendasein hinnimmt, das ihm ebenso ungewohnt ist wie mir – auch er ist von Büchern weggerufen worden –, die Distanz, mit der er die Nazis beurteilt, die ihm ebenso verhasst sind wie mir, die Gelassenheit, mit der er in einem bedrohten Leben steht und aus der ihn nichts bringen kann, bewundere ich – und beneide ihn darum.“

Im Jahr 1942 wurde Leppich zum Priester geweiht. Anschließend wirkte er in Gleiwitz und Beuthen als Jugendseelsorger, wo er 1945 den Einmarsch der Roten Armee und deren Gräueltaten an der Zivilbevölkerung miterlebte. Als die Sowjets Tausende deutsche Zivilgefangene zur Zwangsarbeit in Heydebreck-Süd internierten, begab sich Leppich als Priester freiwillig in das Lager, um seinen Landsleuten Tröster und Helfer zu sein. Im Winter 1945/46 arbeitete er für die Jugendseelsorge im zerstörten Breslau und erbettelte bei eingewanderten Polen Lebensmittel für die hungernden Deutschen.
Infolge der ab Ende Februar 1946 beginnenden systematischen Vertreibung der verbliebenen deutschen Bevölkerung aus Schlesien, gelangte Leppich als Seelsorger ins Flüchtlingslager Friedland. Ende 1946 berief ihn Josef Frings, Erzbischof von Köln und Vorsitzender der Fuldaer Bischofskonferenz, zum ersten Nationalkaplan der deutschen Christlichen Arbeiterjugend (CAJ).
Später war er in Gefängnissen und im Großstadtapostolat tätig. Bekannt wurde Leppich durch seine Volks- und Straßenpredigten in zahlreichen Städten (bis 1971). Wegen seiner beißenden Gesellschaftskritik hatte der Pater in der Adenauerzeit den Spitznamen „Maschinengewehr Gottes“ in Anlehnung an den US-amerikanischen Erweckungsprediger Billy Graham. Auch in Das Wort zum Sonntag war er Sprecher. Umstritten war Leppich, weil er nicht nur in seinen Predigten für christliche Werte warb, sondern sich auch politisch klar positionierte: Während er gegen Kommunismus und Sozialismus wetterte, verteidigte er etwa die rechte und kirchennahe Diktatur von General Francisco Franco in Spanien.
Der Pater Leppich war Mitbegründer der Telefonseelsorge. Zu seiner Unterstützung und als Teil des Laienapostolates, zu dem er immer wieder aufrief, bildeten sich in den 1950er Jahren vielerorts „Pater-Leppich-Kreise“, in denen sich vor allem jüngere Christen zusammenfanden. Daraus entstand Anfang der 1960er Jahre die von ihm geleitete internationale action 365, eine missionarisch und sozial engagierte ökumenische Laienbewegung, deren geistliche Grundlage die tägliche Bibellesung ist. Leppich veröffentlichte unter anderem Pater Leppich spricht (1952) und Christus auf der Reeperbahn (1956).
Auch durch Reisen nach Pakistan, Indien, Thailand und Nordamerika lernte er die Armut in der Welt kennen und organisierte Sach- und Geldspenden. Auf seine Anregung sowie die des Gideonbundes gehen die heute in Hotels noch in den Zimmern ausliegenden Bibeln zurück.
Leppich lebte unter anderem in Darmstadt. Nach zwei Herzinfarkten Anfang der 1970er-Jahre hörte Leppich auf, an Massenveranstaltungen teilzunehmen, und beendete auch seine Tätigkeit als Wanderprediger. 1992 besuchte er noch einmal seine schlesische Heimat und predigte vor 12.000 Gläubigen auf dem Annaberg.
Johannes Leppich ist auf dem Jesuitenfriedhof im Sentmaringer Park in Münster bestattet.

## Werke (Auswahl)
- Pater Leppich spricht (1952)
- Menschen vor Gott. Erinnerung und Mahnung (1953)
- Christus auf der Reeperbahn (1956)
- Bete mit – ein Kinderbrevier (1956)
- Money Motor Mädchen (LP 1956)
- Bergpredigt (LP)
- Die 10 Gebote (LP)
- Ist das Liebe? (LP)
- Gleichberechtigung unter dem Schleier (LP)
- 3 × Satan (1957)
- Gott zwischen Götzen und Genossen (1958)
- Meditationen auf dem Asphalt (1963)
- Brasilianisches Vaterunser
- Die Zeitung – ein Gebetbuch (1963)
- Dynamisches Apostolat (1963)
- In grüner Hölle (1964)
- Atheisten-Brevier (1964)
- Passiert – notiert – meditiert. 50 Jahre Rückblende (1974)

## Ehrungen
- 1987 Schlesierschild der Landsmannschaft Schlesien